# هفتاد و یکمین جشنواره بین‌المللی فیلم برلین
هفتاد و یکمین جشنواره بین‌المللی فیلم برلین (انگلیسی: 71st Berlin International Film Festival) از اول تا پنجم مارس ۲۰۲۱ و به دلیل دنیاگیری کووید ۱۹ به صورت مجازی برگزار شد.

## هیئت داوران

### رقابت اصلی
افراد زیر اعضای هیئت داوران بخش رقابتی برلیناله بودند:
- ایلدیکو انیدی کارگردان و فیلمنامه‌نویس (مجارستان)
- نداو لاپید کارگردان و فیلمنامه‌نویس (اسرائیل)
- آدینا پینتیلی کارگردان و فیلمنامه‌نویس (رومانی)
- محمد رسول‌اف کارگردان و فیلمنامه‌نویس (ایران)
- جانفرانکو رزی مستندساز (ایتالیا)
- یاسمیلا ژبانیچ کارگردان و فیلمنامه‌نویس (بوسنی و هرزگوین)